# Suore stabilite nella carità
Le Suore Stabilite nella Carità sono un istituto religioso femminile di diritto pontificio.

## Storia
La congregazione sorse a Firenze il 4 agosto 1589. La sua nascita è dovuta all'opera di Vittorio dell'Ancisa, che aveva vissuto un'esperienza comunitaria a Roma, a San Girolamo della Carità, insieme a san Filippo Neri.
Nel 1584, nominato erede dal fratello, Vittorio tornò a Firenze e, su consiglio di Filippo Neri, pensò di usare i beni in beneficio dei poveri pellegrini che andavano a Roma e si fermavano a Firenze per un giorno di riposo. Egli chiese ed ottenne dal Granduca del tempo, Ferdinando I de' Medici, l'antico ospedale del Porcellana, in via della Scala, che chiamò poi con il nome significativo di "Carità", per suggerimento di san Filippo.
Dopo aver iniziato ad accogliere pellegrini, nel 1589  gli venne chiesto di dare riparo a fanciulle rimaste sole; dopo l'arrivo della prima fanciulla si presentò il bisogno di accogliere altre ragazze da sfamare, formare, seguire, educare, togliere dai pericoli.
Probabilmente il dell'Ancisa non intendeva fondare un nuovo monastero, ma solo organizzare un luogo in cui potessero essere educate, secondo le loro inclinazioni, con particolare cura della vita spirituale, fanciulle di diversa estrazione sociale.
L'opera fu apprezzata e sostenuta dall'arcivescovo di Firenze, indicato da Vittorio come prima autorità del luogo, e dai granduchi.
Il 1º maggio del 1607 alcune giovani, avendo manifestato il desiderio di consacrarsi a Dio per dedicarsi all'educazione delle fanciulle più piccole, fecero la promessa di stabilità. Nel 1627 al luogo venne applicata la clausura.
Con Maria Triboli si ebbe l'assetto definitivo dell'istituzione, di cui oggi resta l'oratorio dei Santi Jacopo e Filippo. Organizzò la comunità in modo da dare il primato alla contemplazione, nella piena valorizzazione dell'azione. Nel 1644, constatata la trasformazione dell'opera, le esigenze delle anime e le richieste dei tempi, le Stabilite chiesero all'arcivescovo di Firenze di rinnovare i Capitoli e di vivere una vita di tipo monastico.
Prima di andare avanti, è necessario un breve ricordo della venerabile suor Diomira Allegri. È difficile sintetizzare in pochi tratti la vita interiore della Venerabile morta a soli 26 anni, il 17 dicembre 1677. L'umiltà è lo stato in cui ella è vissuta, il frutto della sua esperienza di Dio, del suo incontro con il Verbo.
Subito dopo la morte, arrivarono alla Carità segnalazioni di miracoli e grazie; alcune segnalazioni sono abbastanza recenti per cui nel 2006 l'Istituto ha deciso di chiedere la riapertura del suo processo di beatificazione. Il processo, iniziato subito dopo la morte di suor Diomira, fu interrotto nel 1742; ripreso nel 1928, si era nuovamente interrotto per la morte del postulatore.

## L'Istituto dopo la soppressione
Con l'annessione della Toscana all'Impero francese, il 31 maggio 1808, le Stabilite furono soppresse, espulse e disperse. Nel 1817 Ferdinando III assegnò alle Stabilite, perché si dedicassero all'educazione delle fanciulle del rione, l'antico monastero di San Pietro a Monticelli.
Il 5 giugno 1923 il cardinale di Firenze inviò a Monticelli l'Abate Tarani, Generale dei Vallombrosani, per ascoltare le religiose e valutare l'opportunità di apportare modifiche alle Costituzioni. Il 2 febbraio 1924 le nuove Costituzioni andarono ad experimentum e il 7 aprile 1924 si ebbe la prima professione religiosa pubblica.
Gli anni successivi alla seconda guerra mondiale vanno ricordati per una serie di scelte. Tramite il confessore ordinario, Gerardo Bianchi, olivetano, nella Madre Generale del tempo, suor Angelica Iacomelli, maturò l'idea di aggregazione a una Comunità religiosa maschile, per favorire il rinnovamento spirituale dell'Istituto. La comunità fu interpellata e si espresse favorevolmente, per cui si ebbero approcci vari con i superiori della Congregazione Benedettina di Santa Maria di Monte Oliveto Maggiore. Il Decreto di aggregazione fu emesso il 13 novembre 1949.
La comunione con i monaci fece maturare all'interno l'esigenza di rivedere le Costituzioni del 1928. L'abate Gregorio Palmerini pensò alla loro redazione; vennero lette, discusse ed accettate da tutte le suore e poi ratificate il 23 maggio 1951. Si avvertì anche l'esigenza del riconoscimento giuridico da parte dello Stato Italiano, ma per ottenerlo era necessario il "decreto di lode" da parte della Santa Sede.
La Madre Angelica inviò i documenti necessari direttamente a papa Pio XII che, con motu proprio, dichiarò l'istituto di "diritto pontificio": era il 25 ottobre 1953, festa di Cristo Re.
L'anno successivo, l'8 maggio 1954, la Sacra Congregazione dei Religiosi emise il decreto di lode e l'8 agosto 1955 arrivò il riconoscimento giuridico. Il Capitolo Generale del 1980 rinnovò, alla luce dei documenti conciliari, del nuovo Codice di diritto canonico e della riscoperta del carisma originario, le Costituzioni, poi approvate il 24 marzo 1984.

## Apertura alla missione
Seguendo le direttive della Chiesa, le Stabilite hanno poi deciso di aprirsi alla Missione e, accogliendo l'invito del cardinale Silvano Piovanelli, arcivescovo di Firenze, il 4 agosto 1989, quattrocento anni dopo la fondazione, hanno dato inizio alla loro attività nella Missione fiorentina di "Nostra Signora di Guadalupe" in Salvador de Bahia (Brasile), dove si dedicano alla evangelizzazione e promozione umana dei fanciulli e dei giovani delle favelas, in scuole di alfabetizzazione, vivendo il loro carisma in mezzo alle popolazioni più povere.
Il 21 dicembre 1996 a Bahia è stata inaugurata la casa di formazione "Maria, Madre della Speranza" e il 29 marzo 2006, a Varzinha, nel Pernambuco la casa "Maria Madre del Buon Consiglio".
Il Capitolo Generale del 1998-1999 ha apportato nuove modifiche alle Costituzioni, approvate in data 18 dicembre 1999: ne è stata rivista la struttura e l'organizzazione e, alla luce dell'esortazione di Giovanni Paolo II "Vita consacrata", è stato approfondito il senso e il fine della vita religiosa oggi. È stata puntualizzata l'importanza della vita religiosa come segno di fraternità e le Stabilite hanno chiesto coralmente che si confermasse e si rivitalizzasse l'aggregazione spirituale alla Congregazione Monastica Benedettina di Santa Maria di Monte Oliveto.

## Statistiche
Al 31 dicembre 2005 la congregazione contava 10 case e 80 religiose.